# (4384) 1990 AA
(4384) 1990 AA (1990 AA, 1933 QT, 1950 QD1, 1982 BY3, 1984 QM1, 1986 AO1) — астероїд головного поясу.
Тіссеранів параметр щодо Юпітера — 3,345.